# Cantó de La Barraca de Fraisse-Sauvatèrra
El cantó de La Barraca de Fraisse-Sauvatèrra és un cantó francès al districte de Rodés (departament de l'Avairon) que compta amb deu municipis: Bossac, Cambolaset, Castanet, Colombiès, Gramond, Manhac, Moirasés, Pradinàs, Sauvatèrra de Roergue, La Barraca de Fraisse essent aquest últim el cap cantonal.
| Data d'elecció                           | Identitat           | Partit        | Qualitat |
| ---------------------------------------- | ------------------- | ------------- | -------- |
| 1988-2001                                | Jean-Paul Espinasse | PS            |          |
| 2001-2008                                | Jean-Louis Calviac  | Divers droite |          |
| 2008-                                    | Didier Mai-Andrieu  | Divers gauche |          |
| les dades anteriors no són pas conegudes |                     |               |          |

| 1962  | 1968  | 1975  | 1982  | 1990  | 1999  | 2006  |
| ----- | ----- | ----- | ----- | ----- | ----- | ----- |
| 8.825 | 9.381 | 8.806 | 8.186 | 8.065 | 8.007 | 8.433 |